# Santa Maria Gloriosa dei Frari
Santa Maria Gloriosa dei Frari, på italienska vanligtvis kallad i Frari och på svenska Frarikyrkan, är en av Venedigs största kyrkor och får lov att kallas mindre basilika. Kyrkan är belägen vid Campo dei Frari i sestiere San Polo, och är helgad åt Jungfru Marie upptagande till himmelen, Assumptio Mariae.
I kyrkans interiör finns ett stort antal ovärderliga konstverk varför kyrkan också välkomnar och får inkomster från turister. Kyrkan används också för konsertverksamhet under delar av året.

## Historia

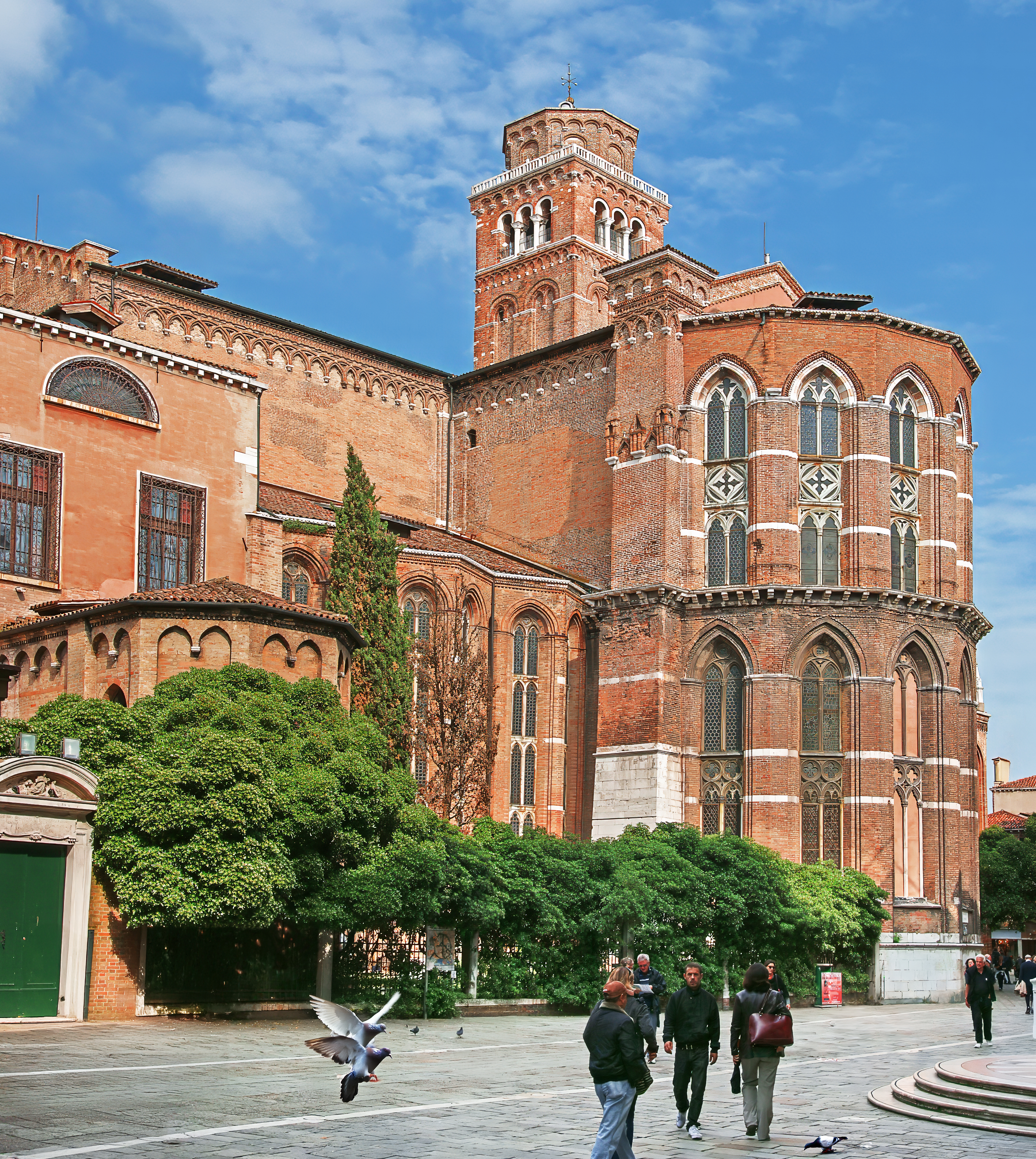
Frarikyrkans absid.

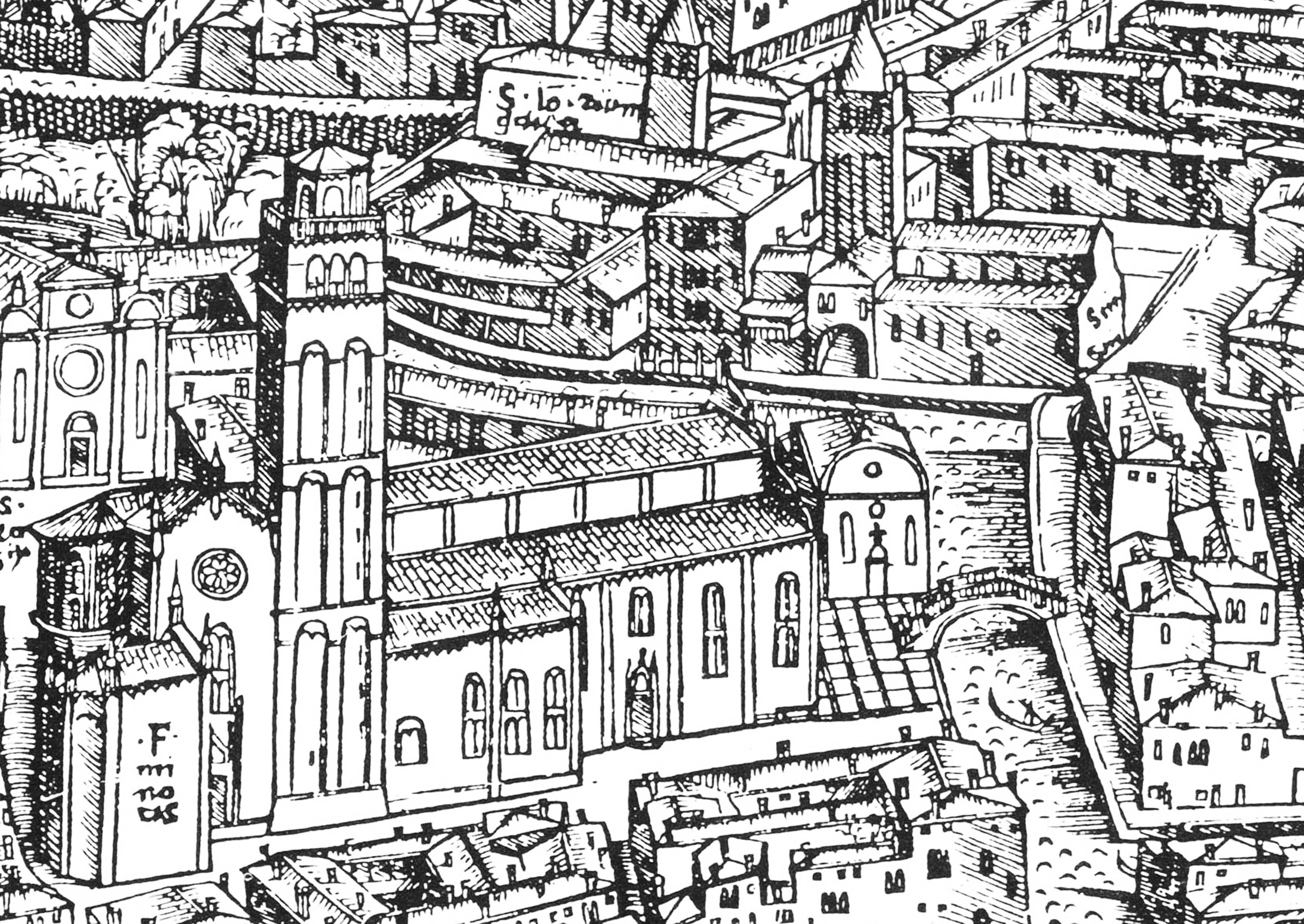
Jacopo de' Barbari. Santa Maria Gloriosa dei Frari, 1500

Runt 1250 ville franciskanermunkar bygga ett kloster på platsen och sökte och fick tillstånd av dogen Jacopo Tiepolo att påbörja bygget. Området fick dräneras då det var mycket sankt men kyrkan och tillhörande kloster byggdes ganska snabbt upp. Snart visade det sig dock att kyrkan var för liten för de många besökarna så kyrkan byggdes till och förlängdes mot den närliggande kanalen. Efter 80 år hade också denna kyrkobyggnad blivit för liten och den fick då byggas till ytterligare och förändringar i byggnadsstrukturen fick göras för att få plats på området. Ansvarig för bygget var Jacopo Celega och vid hans död tog sonen Pier Paolo över.
År 1338 stod basilikan klar att användas (även om kyrkan senare tillbyggts), en mäktig gotisk tegelkyrka, en av tre i Venedig, med tre skepp och tvärskepp samt sju absider och en kampanil, den näst högsta i staden, färdigställd 1396 av Pier Paolo Celega. En åttonde absid uppfördes 1420 som innehåller Sankt Markus-kapellet. Biskopen av Vicenza Pietro Miani lät 1432 bygga ett kapell vid foten av kampanilen där han senare fick sitt sista vilorum. Familjen Pesaro uppförde 1478 en nionde pentagonal absid innehållande sakristia och kapell och gravplatser för familjen.
Fasaden fullbordades 1440 medan högaltaret inte blev klart förrän 1516. Kyrkan konsekrerades ändå den 27 maj 1492 och erhöll namnet Santa Maria Gloriosa dei Frari. Efter konsekreringen ansvarade arkitekten Mauro Codussi för basilikans interiör. Unikt för kyrkan är dess korskrank i trä som bibehållits till skillnad mot många andra kyrkor. Kyrkan plundrades, när Napoleon intog Venedig 1810. Franciskanerna kördes då iväg för att inte återkomma förrän 1922 och flera kyrkor stängdes i Venedig under Napoleontiden. Kyrkan restaurerades 1903–1912.

## Konstverk
| - Giovanni Bellini – Fraritriptyken (1488). Tronande Madonna och Barnet med helgonen Nikolaus, Petrus, Markus och Benedikt. - Donatello – Johannes Döparen. - Högaltaret med Tizians Jungfru Marie himmelsfärd. |

Konstverken i basilikan omspänner stilar från gotisk och bysantinsk tid samt en mycket omfattande repertoar av verk från ungrenässans. I mindre omfattning finns verk fram till vår tid, då ofta inspirerade av den äldre stilen för att smälta in i densamma. Nedan presenteras ett urval av konstnärer och deras verk i basilikan.
- Giovanni Bellini, Madonnan med Barnet och helgonen Nikolaus, Petrus, Markus och Benedictus, altartavla i sakristian
- Bartolomeo Bons ateljé, figurer föreställande Jungfrun och Franciskus, på västra väggen
- Antonio och Paolo Bregno, dogen Francesco Fóscaris grav (attribuerad; möjligtvis ett verk av Niccolò di Giovanni Fiorentino)
- Giovanni Battista och Lorenzo Bregno

Benedetto Pésaros grav ovanför dörren till sakristian
Alvise Pasqualinos grav på västra väggen
- Girolamo Campagna, Sankt Antonius av Padua och Sankta Agnes, vid vigvattenskålarna i mittskeppet
- Marco Cozzi, korskrank
- Donatello, Johannes Döparen, kapellet i första södra koret, Donatellos första dokumenterade verk i Venedig
- Tullio Lombardo, Pietro Bernardos grav, västra väggen (attribuerad; möjligtvis av Giovanni Buora)
- Antonio Rizzo, dogen Niccolò Trons grav i högkoret
- Jacopo Sansovino, skadad figur Johannes Döparen, på dopfunten i hörnkapellet
- Tizian

Jungfru Marie himmelsfärd, altartavlan i högaltaret, Venedigs största altartavla
Pesaro-Madonnan, mittskeppets norra vägg
- Paolo Veneziano, Dandolo, Madonnan, helgonen Franciskus och Elisabeth, i sakristian
- Alessandro Vittoria

Den uppståndne Kristus
Hieronymus, på mittskeppets södra vägg
- Alvise Vivarini, Ambrosius och andra helgon, norra kapellet i tvärskeppet, Alvise Vivarinis sista verk
- Bartolomeo Vivarini

Den tronande Markus, norra tvärskeppet, hörnkapellet
Madonnan och Barnet med helgon, altartavla i kapellet, tredje södra koret

## Gravmonument
- Pietro Bernardo, senator († 1538)
- Antonio Canova, konstnär och skulptör
- Federico Corner
- Dogen Francesco Dandolo
- Dogen Francesco Foscari († 1457)
- Jacopo Marcello
- Claudio Monteverdi († 1643)
- Beato Pacifico
- Alvise Pasqualino, venetiansk prokurator († 1528)
- Benedetto Pesaro, general († 1503)
- Dogen Giovanni Pesaro († 1659)
- Biskop Jacopo Pesaro († 1547)
- Paolo Savelli, kondottiär
- Tizian, konstnär († 1576)
- Melchiorre Trevisan, general († 1500)
- Dogen Nicolò Tron († 1473)

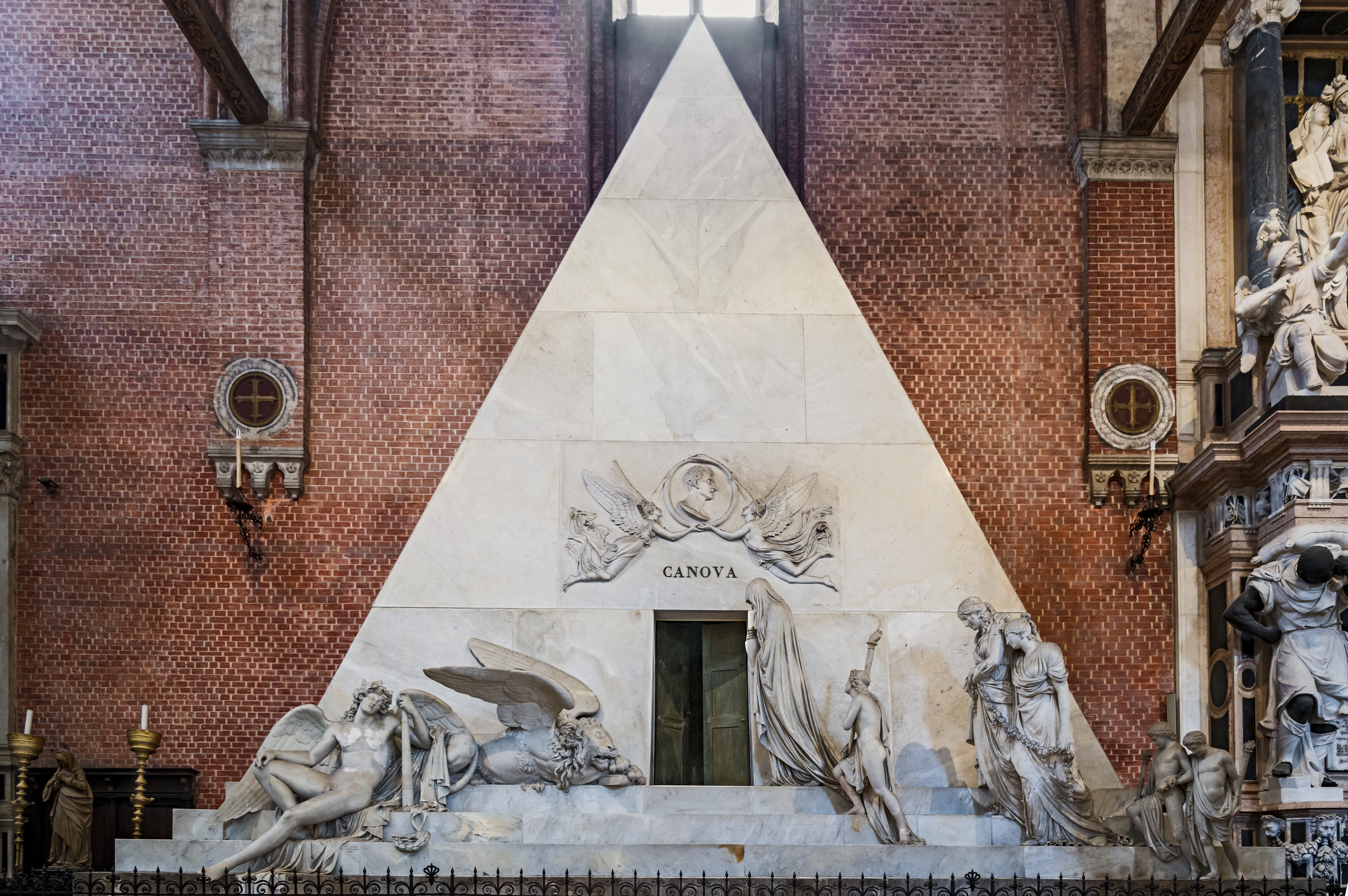
Antonio Canovas gravmonument från 1820-talet, utfört av hans elever i nyklassicistisk stil.
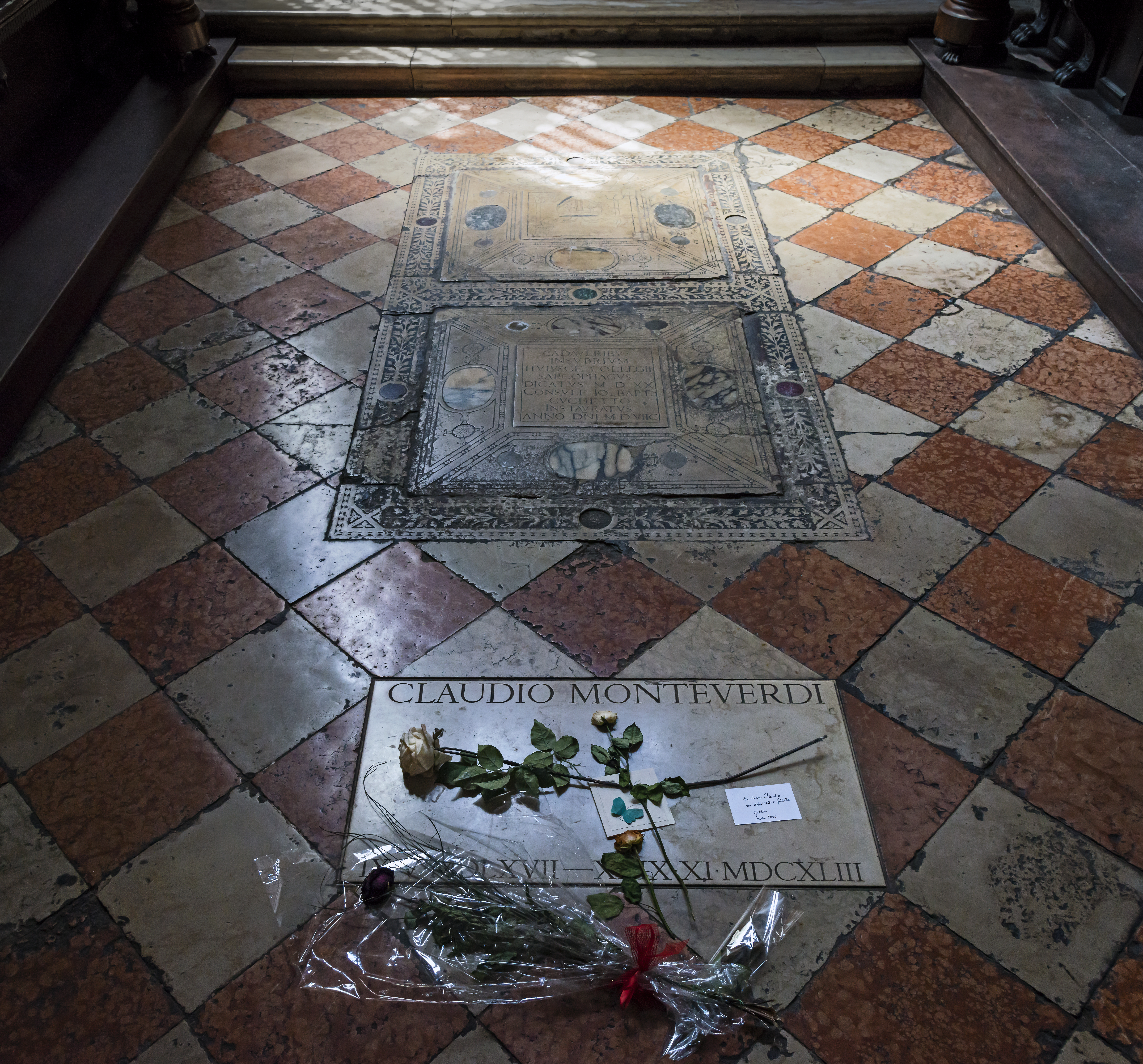
Claudio Monteverdis grav.
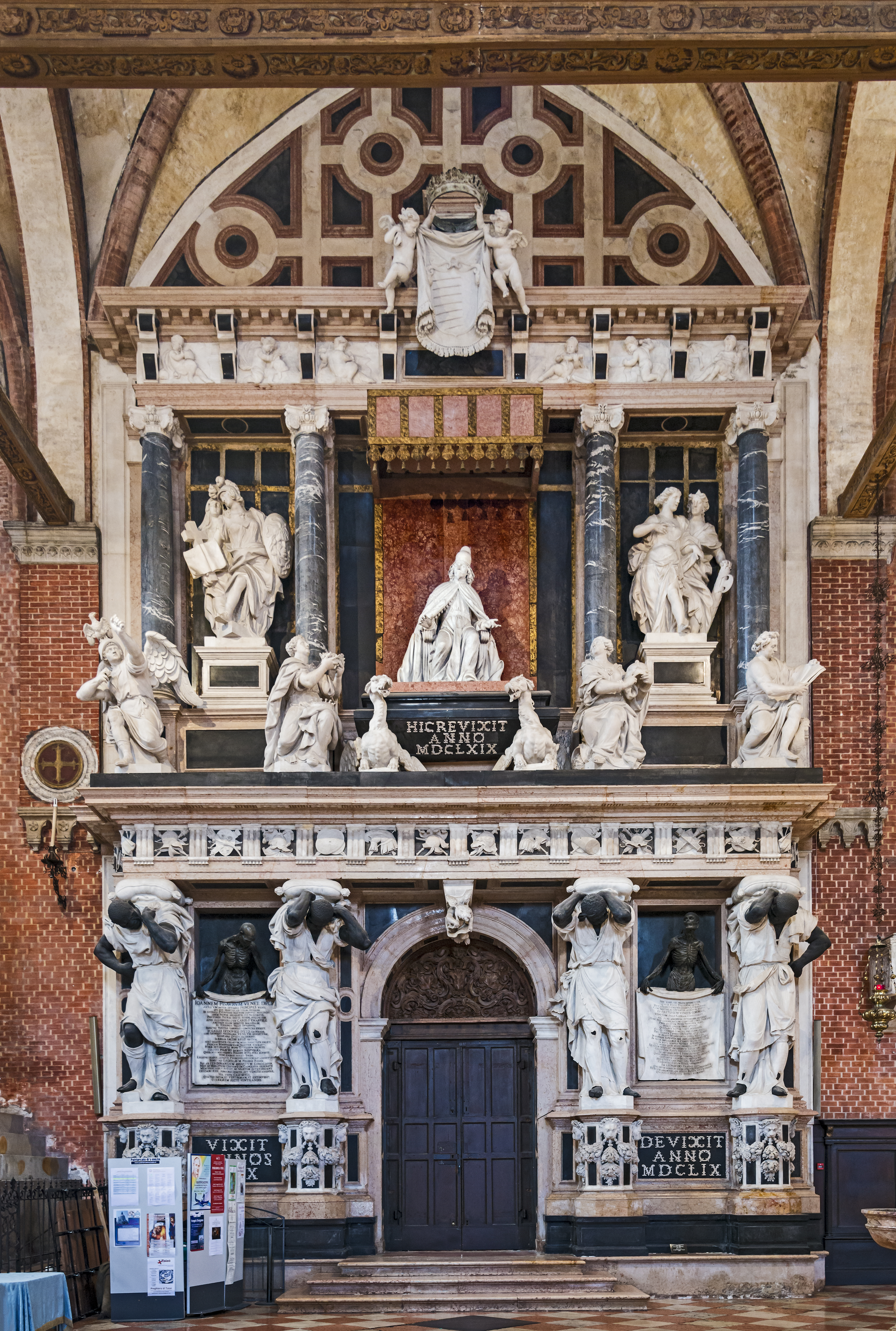
Dogen Giovanni Pesaros gravmonument.
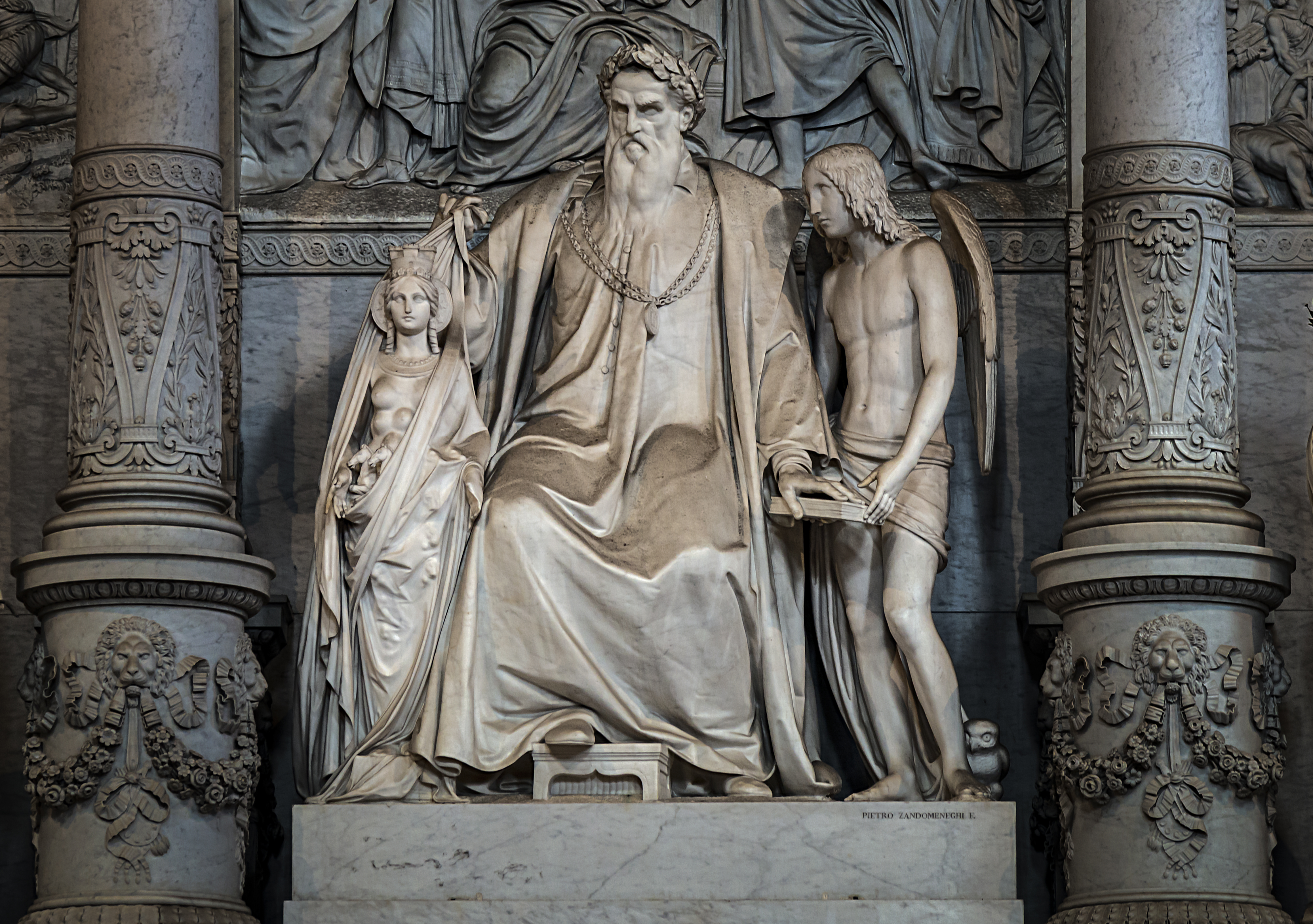
Tizians gravmonument.